# Университет „Темпъл“
Университетът „Темпъл“ (на английски: Temple University) е щатски университет с изследователски профил в град Филаделфия, Пенсилвания, Съединените американски щати.
Основан е през 1884 г. Разполага със седем кампуса в Пенсилвания и международни кампуси в Рим, Токио, Сингапур и Лондон.
В университета учат повече от 37 000 студенти. Той е сред най-големите университети в САЩ (заема 26-о място по броя на студентите). Спада към университетите, които се финансират от щатския бюджет, но заедно с това има пълна автономия в работата си. През 2012 година според рейтинга на най-добрите американски висши училища U.S. News & World Report университетът заема 121-во място.

## Личности
Преподаватели
- Джонатан Голдбърг, литературен историк
- Джейн Томпкинс (р. 1940), литературна историчка
- Самюъл Дилейни (1942-2006), писател

Възпитаници
- Куинта Брансън (р. 1989), актриса
- Джули Браун (р. 1961), журналистка
- Ника Гилаури (р. 1975), грузински политик, министър-председател на Грузия
- Ибрам Кенди (р. 1982), историк

- Медицинско училище
- Барак Хол
- Център „Лиакурас“